# インディアナポリスグランプリ

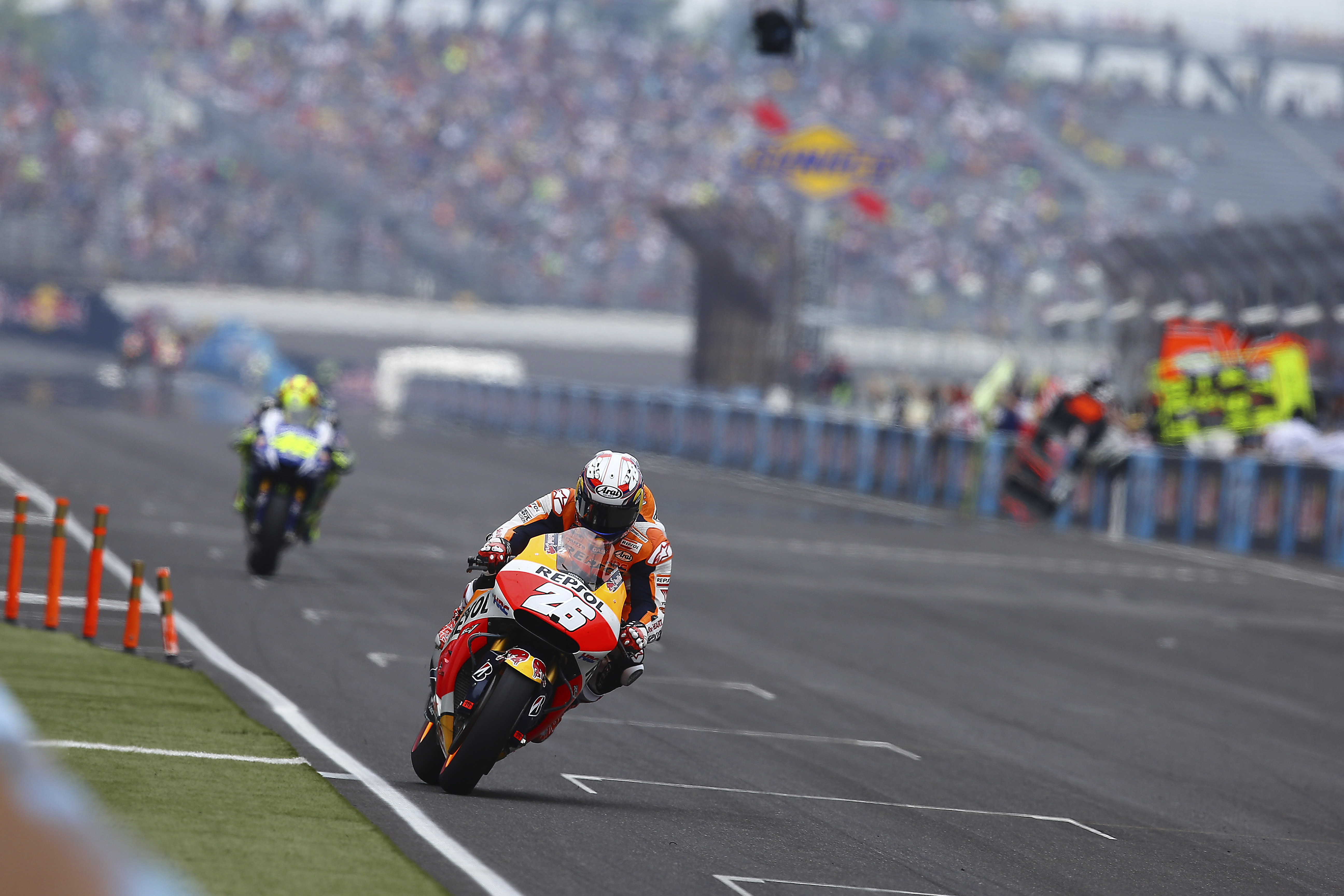
2015年大会 MotoGPクラス

インディアナポリスグランプリ ( インディアナポリスGP、Indianapolis Grand Prix ) は、ロードレース世界選手権 (MotoGP) の一戦として、アメリカ合衆国インディアナ州にあるインディアナポリス・モーター・スピードウェイで2008年から2015年まで開催されたオートバイレースイベントである。

## 概要

インディアナポリス・モーター・スピードウェイ(MotoGP開催時のレイアウト)

合衆国では既にラグナ・セカでアメリカGPが開催されているため、インディアナポリスの名を冠することになった。近年ラグナ・セカではカリフォルニアの州法で定められた排ガス規制により2ストロークエンジンの使用が制限されているため250ccクラスと125ccクラスは開催されていないが、インディアナポリスでは全クラスが開催されている。
2000年から2007年まで同地で開催されたF1アメリカグランプリと同様に、スーパースピードウェイ(オーバル)の一部とインフィールドセクションを組み合わせたロードコースが使用されるが、F1とは一部異なるレイアウトを採用している。まず大きく異なる点が周回方向で、F1では時計回りを採用していたが、MotoGPでは(オーバル使用時と同じ)反時計回りを採用している。また、オーバルの第1コーナー(F1では最終コーナーに相当)を使用せずに、新たにインフィールド部分に設けられた複合コーナーを使用する。これにより、MotoGPではオーバルのバンクが付いた部分を全く走らないことになった。さらには、インフィールド部分のバックストレートの手前(逆に回るF1ではバックストレートの終わり)にあったダブルヘアピンカーブが緩くなり、オーソドックスなS字コーナーになった。
開催初年度の2008年の決勝レースはハリケーン・アイクの影響を受け、MotoGPクラスのレースが短縮、250ccクラスは中止された。そのため、250ccクラスは2009年が最初で最後のレースということになった。
2015年まで開催され、翌年の2016年も開催が検討されていたが、結局行われなかった。

## インディアナポリスGPの優勝者
| 年   | サーキット         | 125cc              | 250cc                | MotoGP                 | 結果 |
| ---- | ------------------ | ------------------ | -------------------- | ---------------------- | ---- |
| 2008 | インディアナポリス | ニコラス・テロル   | レース中止           | バレンティーノ・ロッシ | 詳細 |
| 2009 | インディアナポリス | ポル・エスパルガロ | マルコ・シモンチェリ | ホルヘ・ロレンソ       | 詳細 |
|      |                    | 125cc              | Moto2                | MotoGP                 |      |
| 2010 | インディアナポリス | ニコラス・テロル   | トニ・エリアス       | ダニ・ペドロサ         | 詳細 |
| 2011 | インディアナポリス | ニコラス・テロル   | マルク・マルケス     | ケーシー・ストーナー   | 詳細 |
|      |                    | Moto3              | Moto2                | MotoGP                 |      |
| 2012 | インディアナポリス | ルイス・サロム     | マルク・マルケス     | ダニ・ペドロサ         | 詳細 |
| 2013 | インディアナポリス | アレックス・リンス | エステベ・ラバト     | マルク・マルケス       | 詳細 |
| 2014 | インディアナポリス | エフレン・バスケス | ミカ・カリオ         | マルク・マルケス       | 詳細 |
| 2015 | インディアナポリス | リビオ・ロイ       | アレックス・リンス   | マルク・マルケス       | 詳細 |